# Gratentour
Gratentour (em occitano:  Gratentorn) é uma comuna francesa na região administrativa da Occitânia, no departamento do Alto Garona. Estende-se por uma área de 4.09 km², com 4.272 habitantes, segundo o censo de 2018, com uma densidade de 1.000 hab/km².